# Société des Aéroplanes Henry Potez
Société des Aéroplanes Henry Potez, empresa aeronáutica francesa creada por el pionero de la aviación Henry Potez en 1919. La compañía contaba con una reconocida oficina de diseño dirigida por el ingeniero Louis Coroller. En veinte años, la empresa construyó cuarenta prototipos, la mitad de los cuales (21) se produjeron en serie. 
Es particularmente conocido por sus modelos Potez XV, Potez 25 (observación, 1925), Potez 54, Potez 63 (caza pesado, 1936); el avión de línea Potez 62 (1935) y los aviones deportivos y utilitarios Potez 36 (1929), Potez 58 (1934) y Potez 60 (1934).

## Historia
Los inicios
Al finalizar la I Guerra Mundial, los inventarios de aviones excedentes estaban en su punto más alto y, las previsiones de cara a los próximos años nada halagüeñas. los ingenieros diplomados en la École nationale supérieure de l'aéronautique (SupAero) Marcel Bloch, Henry Potez y Louis Coroller como asociado fundan en 1916 la Société d'études aéronautiques - SEA, donde diseñaron y construyeron, con poco éxito los aviones SEA I-II y III. Sin embargo, si lo tuvieron con el biplano de caza biplaza SEA-IV, que recibió un motor V12 Lorraine-Dietrich 12Da de 400 hp, voló por primera vez durante el verano de 1918 e incluso consiguió en las pruebas en el Centre d'essais en Vol en Villacoublay la velocidad máxima de 225 km/h. Después de las pruebas oficiales, el Ministère de l'Armement et des Fabrications de guerre ordenó a SEA una serie de mil aviones.
Dado que la fábrica que arriendan en Suresnes, - antigua fábrica de la firma Antoinette - resultaba demasiado pequeña para satisfacer tal pedido, Potez y Bloch constituyen, con Julien Bessonneau la Société Anjou-Aéronautique, cuyo objetivo es la producción en serie del biplano SEA-IV en la planta de los Établissements Bessonneau ubicada en Angers. Después de muchos azares, el primer aparato sale de la cadena de montaje, irónicamente, el 11 de noviembre de 1918.(¡!)
Por razones obvias, tal contrato fue cancelado a principios de 1919, pero, inexplicablemente, la construcción de los primeros ciento quince aviones fue autorizada por el Ministère de l'Armement, por lo que la mayoría de estos aviones excedentes son almacenados. En este orden de cosas, Marcel Bloch vende sus acciones en SEA a Henry Potez, quien junto con Louis Coroller persisten en esta dirección.
En 1919, Henry Potez creó los Ateliers d'Aviation Henry Potez en Aubervilliers con la ayuda económica de su padre. La empresa comenzó renovando ejemplares del SEA IV almacenados. Como parte de la política de apoyo del político y aviador Pierre-Étienne Flandin, consiguió pedidos para construir bajo licencia treinta Breguet 14 en 1920 seguidos de otra cantidad igual en 1921.
Al mismo tiempo, la oficina de diseño dirigida por Louis Coroller está trabajando en el Potez VII , una versión civil del SEA IV. Este modelo, de solo dos plazas de pasaje, se vendió en particular a la Compagnie Franco-Roumaine de Navigation Aérienne - CFRNA que operaba la línea París - Estrasburgo - Praga - Varsovia - Viena - Budapest - Belgrado - Bucarest - Estambul .
A su vez, la oficina de diseño dirigida por Louis Coroller, inicia un estudio para un avión de pasajeros de mayor capacidad, el Potez VIII , que está previsto que esté equipado con un motor diseñado expresamente por la misma compañía, el Potez A 4 de 50 hp; el inusual motor (lineal de cuatro cilindros), no resultó en absoluto fiable, por lo que se decidió recurrir a un motor radial Anzani 6Ab de seis cilindros con 70 hp (45 kW). De este modelo serían construidos cien ejemplares.
Estos primeros trabajos fueron suficientes para trasladarse en 1921 a una pequeña planta subarrendada a la firma Cycles Clement en Levallois-Perret. Ese mismo año se crea la Société des Aéroplanes Henry Potez.
El Potez IX está diseñado para tomar el relevo del Potez VII, conserva el mismo motor lineal V12 Lorraine-Dietrich 12Da de 400 hp (300 kW) y acomodaba a cuatro pasajeros en una cabina cerrada. Se construyeron una treintena de ejemplares y uno de ellos fue ofrecido y comprado para su uso personal por el Rey de España Alfonso XIII, y otro, especialmente convertido, fue el primer equipo aéreo de los servicios meteorológicos franceses.
Especial mención merecen las pruebas del caza biplaza Potez XI, respondiendo a los requisitos CAP 2 (chasse armée protection /biplace) de 1921; diseñado en 1922 es el primer avión de combate diseñado por la empresa, su motor Lorraine 12Da, sobrealimentado por un turbocompresor adaptado a un motor de aviación - por primera vez - desarrollado por el ingeniero Auguste Rateau, restituye su potencia nominal hasta los 6000 m; sin embargo, este sistema está todavía en sus comienzos, es demasiado frágil, requiere un desarrollo interminable plagado en incidentes que finalmente provocan el abandono del programa.

## Potez XV
La consolidación
En 1922, la empresa subcontrata a la firma Société anonyme des Établissements Nieuport, la cual, realizó estudios remunerados en planta de los (Potez XI, Potez XIII y Potez XIV) a la espera de la oportunidad de poder ponerse al nivel de sus ilustres antecesores; dicha oportunidad, viene con el Potez XV que fue presentado por vez primera en el Salon de l´Aéronautique de Paris de 1921. Diseñado por cuenta y riesgo de la propia compañía, es un biplano biplaza de observación clásico que tiene la ventaja de atraer a los clientes militares porque es fácil de volar y reparar.. Aunque superó a su rival, el Breguet 19, solo se ordenaron inicialmente 95 unidades; sin embargo, la Aéronautique Militaire cursó importantes pedidos que empezaron a ser cumplimentados hacia finales de 1923. También fue exportado en cantidades importantes para la época, vendiéndose a las fuerzas aéreas de Bulgaria (30 Potez 17), Dinamarca (8), España (12) y Rumania (120). , también fue construido con licencia en Polonia (30); en total se construyeron 687 aviones.

## Méaulte
La fábrica de aviones más grande del mundo

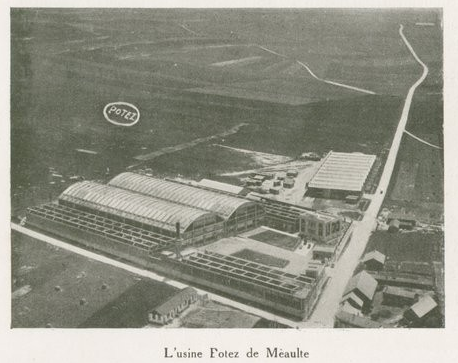
Vista aérea de la fábrica Potez en Méaulte, 1928

El Potez XV fue la base sobre la que Aéroplanes Henry Potez construye su negocio. Desde un punto de vista técnico, constituyó la base de todos los prototipos desarrollados durante los siguientes diez años; desde el punto de vista financiero, los ingresos de los primeros pedidos (6 millones), permitieron a Potez construir una fábrica a la altura de su rival, la Société des Ateliers d'Aviation Louis Breguet en Vélizy-Villacoublay y financiar el diseño de un modelo capaz de superar a este último (Breguet 19). Si es necesario, el escalonamiento de las entregas de Potez XV por “razones técnicas” facilita la financiación de la planta.
Terminada en 1924, Méaulte tenía varias ventajas, está en una meseta con pocos obstáculos. Además, el padre de Henry Potez posee tierras allí. La ciudad fue destruida durante la Gran Guerra y los fondos de reconstrucción están disponibles para financiar la actividad; finalmente, la modernización de la agricultura pone en disposición abundante mano de obra a un costo de un tercio inferior al de un trabajador en la región de Île-de-France. La iniciativa también respondía al deseo del Estado francés en descentralizar la industria aeronáutica, en ese momento muy concentrada en París y sus suburbios.
La construcción se inició en 1922, está terminada en 1924 y los primeros aviones (Potez XV) se montaron allí a partir de 1925. Se trataba, de una fábrica cubierta de 25000 m² que incluía 2 naves de 100 × 30 m capaces de albergar a 1100 trabajadores para una producción máxima de 150 aviones al año, adjunta a ella contaba con un aeródromo de 50 hectáreas. La fábrica se expandió rápidamente a 60000 m² cubiertos y 3200 personas. Desde 1925 a 1935, fue la fábrica aeronáutica más grande y moderna del mundo y recibió a muchos visitantes.
La fábrica de Méaulte se abasteció de piezas mecanizadas por la Société des Constructions Mécaniques d'Albert - establecida por la familia Potez con fondos de reconstrucción - y por la fábrica de Courbevoie (antes Anzani) para los mecanizados que requerían una mano de obra más especializada en mecánica de precisión.

## El Potez 25
El avión insignia del período de entreguerras
En mayo de 1925, el Potez 25 fue el avión que permitió a Potez imponerse en el mercado. Fruto de varios años de perfeccionamiento del Potez XV, compartía con este último las cualidades de facilidad de pilotaje y reparación; también era compatible con varios tipos de motor. Al igual que su antecesor, su rendimiento no era extraordinario en comparación con otros aviones de la época, pero su robustez, permite que se venda a un precio inferior al de la competencia; tres Potez 25 cuestan tanto como dos Breguet 19.
La Aéronautique Militaire ordenó un primer pedido de 100 unidades en 1925, lo que creó un efecto dominó en los países aliados continentales entrando en servicio en más de veinte fuerzas aéreas, principalmente las francesa, polaca, rumana y yugoslava. El avión está disponible en muchas variantes (87) para aplicaciones civiles y militares; en Francia se construyeron 3500 ejemplares, la mayoría por la propia Potez y otros bajo licencia por Aéroplanes Hanriot et Cie y ANF Les Mureaux. Además fue construido bajo licencia en Polonia (300 aviones), Portugal por OSGA (27), Rumania (70) y en Yugoslavia por Ikarus (200 Potez 25 Jupiter). Potez 25 de fabricación francesa fueron exportados a Paraguay, donde operaron contra la aviación boliviana durante la Guerra del Chaco, a China que los utilizaron contra los japoneses y a Uruguay y Grecia; Etiopía llegó a emplear un pequeño número de ellos contra las fuerzas italianas en 1935 durante la invasión de Etiopía ; Suiza, que conservó este modelo en servicio hasta 1940 y, a algunas docenas más de otros países, entre ellos España. También fue una aeronave popular (Potez 25 TOE) entre los operadores privados, en particular las empresas de transporte postal.
El Potez 25 se distinguió en muchos vuelos raid de gran alcance; entre ellos, en 1924 el raid París - Bombay - Belgrado (14000 km) en mayo, París - Moscú (7300 km) en agosto y París- Saigón -París (23000 km) de octubre al 1 de diciembre. Entre noviembre de 1933 y enero de 1934, el general de brigada Joseph Vuillemin dirigió el llamado 'La Croisière noire aérienne', una ambiciosa misión de formación y pionera desde Francia a través de Marruecos y el Sahara hasta el África Occidental Francesa y el África Ecuatorial Francesa utilizando biplanos Potez 25. Veinticinco aparatos hicieron un gran recorrido desde París a las colonias del África francesa.
Siete ejemplares del Potez 25 TOE fueron adquiridos en 1929 por la línea aérea Aéropostale y sus aerolíneas asociadas en Sudamérica para el servicio postal trasandino en la línea Buenos Aires-Santiago de Chile sobrevolando los Andes, dado que era el único modelo de la época que tenía un techo superior a los 7000 m. El legendario accidente de Henri Guillaumet cerca de la Laguna del Diamante, Argentina ocurrió con un Potez 25. Es importante señalar que al verano siguiente, el avión reparado retomó el vuelo después de permanecer seis meses en la nieve. .
Más de 2400 Potez 25 se entregarán a la Aéronautique Militaire en las versiones A2, B2 o TOE entre 1926 y 1934, y más de 1500 se exportarán a todo el mundo. Este éxito le permite a Potez crear en Méaulte con sus propios fondos (que serán importantes durante las nacionalizaciones) una oficina de diseño y un taller de prototipos que compone el 10% del personal de la fábrica.
El éxito del Potez 25 empujó a la sociedad a aumentar gradualmente el precio de su modelo insignia; un 47 % más en 1927 y un 14 % entre el verano y el otoño de 1928. En respuesta, la Aéronautique Militaire encargó Potez 25 como subcontratistas en la firma Aéroplanes Hanriot et Cie a partir de 1927. 
El Potez 39, una versión adaptada de construcción totalmente metálica del Potez 25 que pretendía reemplazar a este último a partir de 1930, costaba un 41 % más que el Potez 25, aunque era menos costoso de construir que este último. Fue vendido a las aerolíneas CIDNA y a la yugoslava Aeroput.

## El auge de la aviación civil
El comienzo de la década de 1930 también marcó los inicios y auge de la aviación civil, actividad, en la que participó la Société des Avions Potez, comenzando con el Potez 29, que era una versión civil del Potez 25 con quince unidades encargadas por la aerolínea Compagnie internationale de navigation aérienne CIDNA y 120 por la Aéronautique Militaire para el transporte o aviones sanitarios y con la versión monoplano de ala en parasol del anterior, el Potez 32 usado principalmente por CIDNA, que ordenó cuarenta ejemplares.
Propuesto en 1929, como el avión insignia de la incipiente aviación popular, el Potez 36, era un pequeño monoplano de ala alta, deportivo o de turismo biplaza diseñado para pilotos ocasionales; las ranuras de borde de ataque diseñadas por Potez les confería un elevado nivel de seguridad; Este avión, del que fueron construidas más de 300 unidades fue un notable éxito comercial con destino a pilotos privados y aeroclubes entre 1929 y 1933. Le siguió en 1932 el Potez 43 (130 unidades) y en 1934 el Potez 58 (más de 300), último desarrollo de la línea de monoplanos de ala alta turísticos. En 1935 aparece el Potez 60 un monoplano en parasol del que se construyeron 155 ejemplares; este económico aparato que fue más conocido por el apelativo “Sauterelle” (saltamontes) pretendía ofrecer un avión para la formación inicial de pilotos con una buena relación calidad/precio.
Durante el mismo período, la compañía también inauguró escuelas de vuelo y tuvo en su momento hasta 21 estaciones de servicio que se convirtieron en Potez Aéro-Service en 1935.

## Política de concentración: hacia una posición dominante
En 1928 el ingeniero y Director Técnico del Ministerio del Aire Albert Caquot inicia una política de modernización de la industria aeronáutica que entre otras directrices pretende de los fabricantes:
- Política de prototipos para desarrollar nuevos aviones
- Política de concentración (política de compensación por los prototipos) para fomentar la aparición de grupos de constructores y racionalizar las oficinas de diseño y las fábricas.

Así, Potez unió fuerzas con Marcel Bloch, quien mientras tanto había regresado a la aeronáutica, para crear Bloch-Potez-CAMS . La nueva empresa se encarga de comercializar los aviones, pero las oficinas de diseño, las fábricas y oficinas siguen fragmentadas y dispersas.
«[Los grupos] funcionaban no como centros de producción cohesionados en sí, sino como instrumentos convenientes para captar encargos públicos que se ejecutaban lentamente. De esta desviación de grupos, Henry Potez y Marcel Bloch fueron los arquitectos más indiscutibles.»
En 1933, la disolución de la Société Générale Aeronautique (SGA) permitió a Potez comprar Chantiers Aéro-Maritimes de la Seine CAMS y algunas fábricas de la extinta SAB, gracias a enrevesados arreglos financieros. En 1934, Potez y Bloch crean la Société des Moteurs et Automobile de Lorraine - SMAL  para comprar la antigua división de motores de la firma Lorraine-Dietrich (que era el corazón de SGA). En enero de 1935, crearon la Société Aeronautique du Sud Ouest- SASO, para operar la firma Motobloc.
Por lo tanto, el grupo está compuesto por una miríada de empresas, todas vinculadas entre sí por acuerdos formales o informales. Las fábricas no están muy especializadas en pasar de la producción de un modelo a otro; la fábrica de Méaulte, produce indistintamente bombarderos Bloch MB.200 y Potez 25, así como transportes civiles Potez 29 - y las series están repartidas entre diferentes plantas; sirva como ejemplo que, desde 1937 a 1940, después de que Méaulte pudo absorber la producción del Potez 63, se da la paradoja de que la firma Potez subcontrata parte de ella a ANF Les Mureaux.
La posición dominante de Potez-Bloch-CAMS les permite imponer aumentos de precios, seguidos por supuesto, por el resto del mercado. De 1932 a 1937, el 57% de los pedidos de aviones del gobierno, más los aviones privados representan entre el 28% y el 38% de la totalidad de la producción anual.

## Los sucesores del Potez 25
En 1928, el Estado Mayor del Aire ya estaba pensando en reemplazar los Potez 25 y los pocos Breguet 19 en servicio. Después de las pruebas oficiales, Potez 39 fue seleccionado al mismo tiempo que el Breguet 27. El avión era un monoplano de parasol de construcción totalmente metálica, el primer avión Potez totalmente metálico del que en total se construyeron 232 ejemplares.
Respondiendo a las especificaciones del programa R.2, en 1930 se presenta a la competición el Potez 37, un avión de caza y reconocimiento biplaza de largo alcance; pero, es menos afortunado que su antecesor, se prefiere al A.N.F. Mureaux 110 y sus posteriores variantes.
En diciembre de 1930, el Potez 50, un desarrollo refinado del Potez 25, y el último de los biplanos construidos por Potez, despegó de Méaulte. Este sesquiplano de observación biplaza, propulsado por un motor en W Lorraine 12Fd Courlis de 450 kW (600 hp), no fue aceptado por la fuerza aérea, a pesar de una participación honorable en el Meeting Aéronautique International celebrado en Zúrich en enero de 1932.
Desarrollado por teóricos de vanguardia en aquellos momentos, el programa BCR (Bombardier, Chasse, Reconnaissance), pretendía unir en un solo avión los tres aparatos menos compatibles de la fuerza aérea; el bombardero, el avión de reconocimiento y el caza pesado. Fue presentado por primera vez en 1933 por el general Victor Denain, Jefe del Estado Mayor General de la Fuerza Aérea y el programa BCR se transmitió a los fabricantes de aviones franceses en abril de 1933. Para dicha competición la firma presenta el Multiplace de combat Potez54 un monoplano bimotor de ala alta cuyo prototipo, realizó su vuelo inaugural el 14 de noviembre de 1933. 
Considerado en su momento como el "BCR ideal" su estreno en combate en la guerra civil española le lleva a ser considerado totalmente inadecuado para operaciones diurnas e incluso se le considera un “un fiasco total”. Tanto es así, que, a finales de la década de 1930, estos aparatos ya eran considerados obsoletos respecto a sus cometidos iniciales y las fuerzas aéreas francesas los relegan a tareas de segunda línea como aviones de apoyo a las unidades de transporte, correo y para la formación de paracaidistas.

## El Potez 62, unPullmanpara Air France
Cuando en agosto de 1933, por la fusión de cinco líneas aéreas se funda Air France se encontró equipada con una heterogénea flota de aviones, la mayoría de los cuales estaban en gran parte obsoletos. Con el fin de racionalizar los equipos, la empresa nacional firmó varios contratos en Francia y en el extranjero con vistas a adquirir nuevos aviones, pero se vio bloqueada por los plazos de estudio y producción de estos nuevos aeroplanos. Aprovechando tal circunstancia y basándose en el Potez 540, se construye un nuevo aparato equipado con las alas y los planos de cola del BCR con un fuselaje completamente nuevo de aspecto muy elegante y aerodinámico con dieciséis asientos divididos en dos cabinas y que ofrecía unas condiciones de confort notables para la época (espacio, climatización, insonorización).  Iniciado el 1 de diciembre de 1934, el prototipo Potez 62 se construyó en un tiempo récord y voló por primera vez el 28 de enero de 1935 en Méaulte. A principios de junio, entró en servicio en la línea París-Marsella-Roma con el nombre de Albatros. Se construyó una primera serie de doce aviones a pedido de Air France. Pronto, los Potez 62.0 surcaban los cielos de Europa, desde París a Marsella y Roma, Madrid, Ámsterdam y Oslo. En 1936 se ordenó una segunda serie de once Potez 62.1.

## Los aviones marinos Potez-CAMS
La compañía Potez incursionó muy escasamente en el terreno de los hidrocanoas salvo un único hidroavión de flotador central Potez VIII H 
Sin embargo, de resultas de una especificación de la Marine Nationale emitida en 1931, la compañía se presenta a la competición para un biplaza de observación embarcado. Al mismo tiempo la sociedad compra los Ateliers d'aviation François Villiers (en quiebra) con terrenos a orillas del Etang de Berre El prototipo Potez 450 vuela por primera vez en abril de 1932. 
Este hidrocanoa diseñado y construido en Méaulte fue el único en ser allí montado, ya que debido a la adquisición en 1933 por parte de la firma Avions Henry Potez de los especialistas en aviones marinos Chantiers Aéro-Maritimes de la Seine - CAMS los subsiguientes pedidos designados Potez 452 fueron construidos en la factoría CAMS en Sartrouville. De hecho, ya que, si bien se consultan entre sí, las dos oficinas de diseño de Sartrouville y Méaulte conservan su autonomía.
Otra notable incursión en el campo de los hidrocanoas fue el Potez-CAMS 141, un gran hidrocanoa monoplano cuatrimotor de patrulla de largo alcance diseñado y construido para cumplir con los requisitos emitidos por el Almirantazgo de la Marine Nationale y, destinado a equipar a la Aeronavale. Solo se completó un único prototipo antes de que la invasión alemana de Francia detuviera la producción.

## El Potez 63 y la nacionalización
Uno de los últimos tipos de la firma Potez diseñados y construidos antes del inicio de la II Guerra Mundial fue el Potez 63, resultado de una exigente especificación del Ministerio de Aire francés en octubre de 1934 para un caza pesado bimotor. Su segundo prototipo Potez 631.01 voló en marzo de 1935. Las diferentes variantes de este modelo recibieron sustanciosos pedidos en los años siguientes, siendo construidos en la factoría de Méaulte nacionalizada desde 1937.Ante el fracaso de la política de concentración, y ante la amenaza que suponía el rearme alemán, por la ley de nacionalización de 11 de agosto de 1936, el gobierno del Frente Popular francés reúne las fábricas y las oficinas de diseño de varias empresas privadas dentro de seis sociedades mixtas estatales según su ubicación geográfica (SNCASO, SNCASE, SNCAC, SCAN, SNCAO y SNCAM), y una de motores de aviación (SNCM - Lorraine-Dietrich). 
Creadas con el estatuto de sociedades anónimas de economía mixta en las que el estado posee las dos terceras partes de las acciones, son administradas por un consejo de administración cuyos miembros son designados por el gobierno y cuyo presidente es el ex director general de la Société Aéronautique Loire-Nieuport, Henri de l'Escaille.
La planta Potez de Méaulte pasa a formar parte de la Société nationale des constructions aéronautiques du Nord - SNCAN en la que además, se integran las fábricas CAMS de Sartrouville, ANF Les Mureaux en Les Mureaux, Avions Amiot de Caudebec-en-Caux y de la Société des Ateliers d'Aviation Louis Breguet en Le Havre siendo nombrando Henry Potez como director general de la sociedad, cargo que desempeñó hasta 1940. La producción del Potez 63.11 prosiguió durante la ocupación alemana en Méaulte y Les Mureaux.

## Departamento de motores
Después de los desastrosos resultados obtenidos con el motor Potez A 4, la compañía se alejó de los motores para enfocarse en los aviones hasta 1926, año en el que Potez compra la fábrica Anzani en Courbevoie , lo que hace posible la creación de un departamento de motores y una oficina de proyectos en dicha planta bajo la dirección del ingeniero Ménétier al frente de un departamento de diseño especialmente asignado al desarrollo de sistemas de propulsión; el objetivo es diseñar motores y producir piezas para la planta de Méaulte que requerían un mecanizado de precisión.
El primer logro del nuevo departamento fue el Potez 6 A, con 6 cilindros refrigerados por aire y con un desarrollo de 100 hp; sus versiones 6 Ab y 6 Ac, de la misma potencia, se instalaron primero en algunos Potez 36 antes de montarse sistemáticamente en los Potez 430, 43.1 y 43.9. Producido en 1932, el Potez 6 B de 120 hp se usó en el Potez 58, y en 1934 los Potez 58.5 y 58.6 recibieron unidades 6 Ba (130 hp). Una interpolación de este excelente motor, el Potez 3 B de 3 cilindros radiales simples de 70 hp, llega en el momento justo para equipar al Potez 60 de Popular Aviation. En 1931, el Potez 9 A de 9 cilindros de 160 hp inaugura una larga serie de éxitos que se prolonga hasta el 9 E de 240 hp. Es en esta ilustre línea que se ubica el 9 B de 270 hp propulsando un Potez 53, ganador de la Coupe Deutsch de la Meurthe de 1933.
A partir de 1934 con la adquisición de la división de motores de la mundialmente famosa compañía por sus motores de alta potencia Lorraine-Dietrich , el departamento de motores deja Courbevoie para instalarse en la fábrica de Lorraine en Argenteuil, donde se inicia la producción en serie del Potez 9 Ab de 230 hp y del 9 E de 240 hp para las distintas versiones del Potez 56. Al ser nacionalizada e integrada en la Société Nationale de Construction de Moteurs (SNCM), en 1937, todavía continúa produciendo grupos 9 E.
Aunque se había convertido en director gerente de la Société nationale des constructions aéronautiques du Nord (SNCAN), Henry Potez mantuvo su “laboratorio de estudio de motores” que, durante la debacle de 1940, se retiró a Roanne. Tiempo después del armisticio, regresó a la región de París y continuó, en la clandestinidad, el estudio de diversos motores.
Finalizada la guerra se reanudó rápidamente el trabajo en Argenteuil, en una serie de motores derivados del Potez 12 D de 560 hp desarrollado justo antes de la guerra; equipado con compresor, este motor se convirtió en el 4 D-30 de 220 hp, una versión de la cual (4 D-31) equipaba al bimotor de enlace de cuatro plazas Morane-Saulnier MS.700 Pétrel y las series del entrenador Nord 3202 y de observación Nord 3400.
El 4 E de 4 cilindros de 95 hp diseñado en 1958, se fabricó en serie como el tipo 4 E-20 a partir de 1962 para equipar la mayoría de los aviones franceses de dos o tres plazas. El 6 Do de 240 CV se encarga oficialmente como prototipo y en preproducción con el objetivo de equipar posteriormente al entrenador Morane-Saulnier MS.733 Alcyon destinado al Armée de l'air.

## Posguerra (1945-1967)
Al final de la II Guerra Mundial, el grupo está hecho pedazos, las fábricas están destruidas, los equipos dispersos. Sólo queda el laboratorio de estudios de motores en Suresnes, que logró continuar su trabajo durante la ocupación. A diferencia de Marcel Dassault (anteriormente M. Bloch), no contó con el apoyo del ministro del aire - miembro del Partido Comunista - Charles Tillon; este, se opuso cuando Henry Potez propuso hacerse cargo de las fábricas Latécoère en Toulouse.
SEMAP/Departamento de Calefacción
En 1947, Henry Potez hizo desarrollar un modelo de calefactor de aceite, inspirado en un equipo que había descubierto durante un viaje a los Estados Unidos unos años antes. Creó una fábrica en Dreux para estufas y cocinas, la Société d'équipements et matériels auxiliaires Potez (SEMAP). En 1961, Potez abastecía los 2/3 del mercado francés, 800 personas están empleadas en Dreux. En 1963, Potez abrió una fábrica en Galway, Irlanda. 
Motores
La empresa Potez renació como Société des moteurs Henry Potez La planta de Suresnes se utiliza para diseñar y producir motores de baja y media potencia en 6000 m² (11900 m² con el anexo de Saint-Cloud). En 1950, SNECMA (que había absorbido SNCM durante la guerra) vendió la antigua fábrica de Lorraine en Argenteuil (60000 m²) a sus antiguos propietarios Marcel Dassault (antes Bloch) y Henry Potez.
Aviones
A partir de 1952, Potez puede permitirse reanudar los estudios comenzando con el avión de ataque táctico Potez 75- La compañía pasó a llamarse Société des avions et moteurs Henry Potez y, en 1955, se fusionó con SEMAP para convertirse en los Établissements Henry Potez
Tras los tropiezos del Potez 75 - cuyo pedido de 115 ejemplares fue cancelado en 1957 por restricciones presupuestarias -, Henry Potez apostó todo por el Potez 840, un avión civil de corto radio con cuatro turbohélices, para recuperar su estatus de antes de la guerra con un avión a su nombre. El Grupo Potez se amplió comprando Air-Fouga en 1957 30 (renombrado Potez Air-Fouga) que produjo el Fouga Magister en grandes series. Esta adquisición le permitió, en particular, tener acceso a una oficina de diseño y a una capacidad de producción adicional.
Aunque técnicamente exitoso, el Potez 840 (cuyo primer ejemplar voló en abril de 1961) fue un fracaso comercial. Demasiado lento para la aviación ejecutiva (frente a un bimotor) y de poca capacidad para la aviación comercial (que, con prestaciones equivalentes, prefiere bimotores menos costosos), el Potez 840 no responde a la demanda de los clientes. Por otro lado, la decisión de desarrollar el avión sin apoyo estatal (se optó por el Max Holste MH.260 Super Broussard ), representó un costo y riesgos significativos.
La firma estadounidense Turboflight Inc. envió una delegación de compradores a Europa, lo que es un buen augurio para el futuro de la aeronave, comprando el segundo prototipo voló el 17 de junio de 1962. Cuando en septiembre de 1962, la empresa estadounidense se comprometió a encargar 120 aviones (24 por año), la empresa se encontró con una falta de capacidad; las fábricas Potez (ocupadas por la producción del Fouga Magister) no podían asegurar la producción en serie del Potez 840. En lugar de subcontratar, Potez optó en noviembre de 1961 por crear una fábrica en Baldonnel, Irlanda con un importante apoyo financiero del gobierno local. En enero de 1963, el Groupe Potez compra la firma Morane-Saulnier (entonces en quiebra) y que se convirtió en la Société d'Exploitation des Etablissements Morane-Saulnier - SEEMS, para confiarle la construcción de las alas del Potez 840.. No llegó ningún contrato del gobierno francés para dar a este proyecto el impulso inicial necesario. Una versión mejorada, el Potez 841, equipado con cuatro turbinas Pratt & Whitney PT-6A.6 de 560 hp, voló el 23 de diciembre de 1961. Construidas únicamente ocho unidades por falta de apoyo oficial, el proyecto Potez 841/842 prácticamente agotó los recursos del Departamento de Aviación de la Société des Etablissements Henry-Potez.
Propuesto en enero de 1962, en respuesta al programa de aviones con capacidad STOL de transporte militar, el Potez 880 con cuatro turbopropulsores Turbomeca Bastan IV de 930 hp, capaces de transportar dos Jeeps o treinta soldados equipados, podría haber contribuido, de ser elegido, a relanzar la actividad aeronáutica de la firma de cincuenta años. Sin embargo, se prefiere al Breguet 941/945, del que, irónicamente, solo se construyeron cinco ejemplares.
Desmantelamiento del grupo
En ausencia de un pedido significativo, Potez retrasa la fabricación de los utillajes necesarios para la producción en serie del Potez 841/842 - lo que disuade aún más a sus potenciales clientes -. Por otro lado, la creación de la fábrica irlandesa no agradó al gobierno francés, que no deseaba facilitar la creación de una industria aeronáutica extranjera en detrimento de las fábricas del país.
Las dificultades aumentaron a partir de finales de 1963; las tres oficinas de diseño (Potez, Fouga, Morane-Saulnier) se encontraron paralizadas. A partir de 1964, la fábrica de Tarbes (SEEMS) al carecer de trabajo (la plantilla pasó de 1238 a 890 empleados en dos años) fue vendida a Sud Aviation en 1965. Por último, la caída de la carga de trabajo vinculada a la inminente finalización del montaje de los Fouga Magister y la ausencia de un sucesor creíble, amenaza la supervivencia de la empresa.
En abril de 1967, en un contexto de concentración de empresas aeronáuticas, Sud Aviation se hizo cargo de las oficinas y fábricas de Toulouse. Los departamentos de motores y calefacción se convierten en Potez-Industrie; la planta de Aire-sur-l'Adour (anteriormente Fouga) que no fue absorbida, se convirtió en Potez-Aéronautique. Las empresas irlandesas Potez Industry of Ireland y Potez Aerospace Ltd. en Baldonnel cerraron durante el mismo período (sin haber producido un solo avión). 
Potez-Industrie cerró el departamento de calefacción en julio de 1970 y en 1971 vendió su participación en el departamento de motores (fábrica de Argenteuil) a Dassault Aviation. 
La única empresa sobreviviente, Potez-Aéronautique, se especializa al día de hoy, en la fabricación de piezas primarias y el montaje de subconjuntos para los sectores civil (80 %) y militar (20 %). Roland Potez, nieto del fundador, es su presidente desde 1981. La empresa posee, además de la planta de Aire-sur-l'Adour, una oficina de diseño en Blagnac y, desde 2016, instalaciones (Potez Aeronáutica Ibérica) cerca del Aeropuerto de Sevilla.

## Producción
AEROPLANOS
- Potez SEA VII (1919) - Biplano monomotor de línea (dos plazas)
- Potez VIII (1920) - Biplano biplaza monomotor de entrenamiento y turismo
- Potez IX (1920) - Biplano monomotor de línea (cuatro plazas)
- Potez X (1922) - Biplano trimotor de propósitos generales de uso colonial
- Potez XI (1922) Prototipo biplano de caza
- Potez XV (1921) - Biplano monomotor de reconocimiento/bombardero ligero
- Potez XVII (1922) - Variante modificada del Potez XV para Bulgaria
- Potez 23 (1923) - Prototipo biplano de caza
- Potez 25 (1924) - Biplano monomotor caza de escolta, bombardeo táctico y reconocimiento
- Potez 27 (1924) - Biplano monomotor de bombardeo táctico y reconocimiento
- Potez 28 (1926) - Monoplano y sesquiplano (2). Aviones de récord de velocidad y larga distancia
- Potez 29 (1927) - Biplano biplaza. Transporte aérolinea civil (5 plazas)
- Potez 31 (1928) - Prototipo monoplano ala parasol de caza nocturna
- Potez 32 (1928) - Monoplano monomotor ala parasol. Transporte civil (5 plazas)
- Potez 33 (1928) - Versión militar del Potez 32. Avión de enlace /observación, entrenador de pilotos u observadores
- Potez 36 (1929) - Monoplano deportivo o de turismo biplaza
- Potez 37 (1930) - Prototipo monoplano ala parasol biplaza de reconocimiento de largo alcance
- Potez 38 (1930) - Monoplano biplaza de transporte civil (8-9 plazas)
- Potez 39 (1934) - Monoplano monomotor ala parasol biplaza de observación/reconocimiento
- Potez 42 (1930) - Prototipo demostración. Monoplano monomotor ambulancia
- Potez 43 (1932) - Monoplano monomotor deportivo y utilitario
- Potez 50 (1931) - Biplano de reconocimiento, bombardero o caza nocturno
- Potez 53 (1933) - Monoplano de competición
- Potez 54 (1933) - Monoplano bimotor de bombardeo/reconocimiento y transporte
- Potez 56 (1934) - Monoplano bimotor de transporte ejecutivo (ocho `plazas)
- Potez 58 (1934) - Monoplano monomotor utilitario y de turismo
- Potez 60 (1935) - Monoplano monomotor de entrenamiento
- Potez 62 (1935) - Monoplano bimotor de aerolínea (14-16 plazas)
- Potez 63 (1936) - Monoplano bimotor. Caza pesado, caza nocturno, ataque táctico/bombardero ligero, reconocimiento
- Potez 650 (1937) - Versión de transporte militar del Potez 62
- Potez 452 (1935) - Hidrocanoa monoplano monomotor de reconocimiento embarcado
- Potez 661 (1937) - Monoplano tetramotor comercial (12 plazas)
- Potez 662 (1938) - Monoplano tetramotor de transporte de pasajeros (12 plazas)
- Potez-CAMS 141 (1939) - Hidrocanoa de patrulla marítima de largo alcance
- Potez-CAMS 160 (1938) - Hidrocanoa experimental a escala 1/53 del Potez-CAMS 161
- Potez 220 (1939) - Prototipo monoplano bimotor de reconocimiento y cooperación con el ejército
- Potez 230 (1940) - Prototipo monomotor monoplaza ligero de caza
- Potez-CAMS 161 (1942) - Hidrocanoa hexamotor comercial para vuelos trasatlánticos (20 plazas)
- Potez 91 (1952) - Monoplano birreactor de ataque táctico y entrenamiento
- Potez 75 (1953) - Prototipo de avión de ataque, observación y lanzamiento de misiles antitanque
- Potez 840 (1961) - Transporte comercial tetramotor turbohélice (24 plazas)

MOTORES
- Potez 3B
- Potez A 4
- Potez 4D
- Potez 4E
- Potez 6A
- Potez 6B
  - Potez 6Ba
- Potez 6D
- Potez 8D
- Potez 6E
- Potez 9A
- Potez 9B
  - Potez 9Ba
  - Potez 9Bb
  - Potez 9Bd
- Potez 9C
- Potez 12As
- Potez 12D
  - Potez 12D-00
  - Potez 12D-01
  - Potez 12D-03
  - Potez 12D-30

## Artículos relacionados
- Société nationale des constructions aéronautiques du Nord - SNCAN